# La princesa promesa (novel·la)
La princesa promesa és una novel·la del 1973 de l'escriptor nord-americà William Goldman que combina elements de comèdia, aventura, fantasia, drama, romanç i conte de fades. Es presenta com un resum (o "la versió de les bones parts") d'una obra més llarga de S. Morgenstern, amb freqüents "comentaris" de Goldman. Va ser publicada originalment als Estats Units per Harcourt Brace, després per Random House, mentre que al Regne Unit va ser publicada posteriorment per Bloomsbury. Va ser publicada al català el 2018 per Àtic dels Llibres, traduïda per Pat Aguiló.
El llibre es va adaptar a un llargmetratge el 1987 dirigit per Rob Reiner a partir d'un guió escrit pel mateix Goldman.
William Goldman va dir: "He obtingut més respostes a La princesa promesa que a tot la resta que he fet conjuntament, tot tipus de estranyes cartes. Alguna cosa a La princesa promesa afecta la gent".
Un segment del llibre es va publicar com a "Duel Scene (De la princesa núvia)" a l'antologia The Best of All Possible Worlds (1980), que va ser editat per Spider Robinson. El 2015 es va publicar una col·lecció d'assajos sobre la novel·la i l'adaptació cinematogràfica titulada The Princess Bride and Philosophy: Inconceivable! (La princesa promesa i la filosofia: Inconcebible!).

## Argument
En un món renaixentista, una jove anomenada Flor de Neu (Buttercup a l'original) viu a una granja del país de Florin. Ella abusa de la mà de la granja Westley, anomenant-lo "noi de granja" i exigeix que faci tasques per a ella. La resposta de Westley a les seves demandes sempre és "Com desitgis" quan el que està dient és: "T'estimo". Després que Buttercup s'adoni que ella l'estima i li confessi els seus sentiments, Westley marxa a buscar la seva fortuna perquè es puguin casar. Buttercup després rep una carta que el temible Pirata Roberts va atacar el seu vaixell al mar. Creient que Westley havia morir, Flor de Neu s'enfonsa en la desesperació. Més tard accepta de mala gana casar-se amb el príncep Jepagrossa (Humperdinck a l'original), hereu del tron de Florin.
Abans del casament, es raptada pel geni criminal sicilià Vizzini, i els seus ajudants, el mestre d'esgrima espanyol Iñigo Montoya i l'enorme i poderós lluitador turc Fezzik. Un home emmascarat de negre els segueix a través del mar i pels penya-segats de la bogeria, a dalt del qual Vizzini ordena a Iñigo que el deturi. Abans que l'home de negre arribi a la part superior del penya-segat, un flashback del passat d'Iñigo revela que busca venjança d'un home amb sis dits que va matar el seu pare. Quan arriba l'home de negre, Iñigo el repta a un duel. L'home de negre guanya el duel, però deixa viu l'espanyol. Vizzini llavors ordena a Fezzik que mati l'home de negre. El seu flashback mostra a Fezzik com un noi solitari que va ser "acceptat" per Vizzini. La seva consciència l'obliga a Fezzik a llançar una roca com a advertència i desafia l'home a una lluita. L'home de negre accepta el repte i ofega a Fezzik fins que el gegant es queda inconscient. A continuació, atrapa a Vizzini i s'enfronten a una batalla d'enginy, en que d'endevinar quina tassa de vi està enverinada amb pols d'iocaina. Beuen, i Vizzini mor.
Amb la partida de rescat del príncep Jepagrossa, l' home de negre fuig amb Flor de Neu. La provoca, afirmant que no es pot confiar en les dones i que ella no hauria sentit res quan va morir el seu veritable amor. Ella l'empeny per un congost, cridant: "També pots morir, per tot el que m'importa!", I l'escolta cridant: "Com desitgis!" mentre cau rodolant. Ella s'adona que és Westley i el segueix rodant darrere seu, per trobar-lo maltractat, però en gran part il·lès. Recorren el pantà de foc tractant d'evadir Jepagrossa. Davant la insistència de Flor de Neu, Westley explica a Flor de Neu la seva experiència amb el Pirata Roberts i com es va convertir en secret en el darrer home en utilitzar aquesta identitat.
El pantà de foc té molts obstacles, com sorres movedises i rosegadors gegants. Westley i Flor de Neu consegueixen travessar-los però són esperats a la sortida pel príncep Jepagrossa i el seu cruel assistent de sis dits, el comte Tyrone Rugen. Buttercup negocia l'alliberament de Westley i torna amb Humperdinck al palau per esperar el seu casament. Rugen segueix les instruccions secretes de Humperdinck per no alliberar Westley, sinó per portar-lo al seu camp de caça subterrània, el "Zoo de la Mort". Aquí, Rugen tortura i debilita Westley amb la seva invenció una màquina per xuclar la vida.
Mentrestant, Flor de Neu té malsons pel seu matrimoni amb el príncep. Ella manifesta la seva infelicitat a Jepagrossa, que li proposa un acord en què enviarà bucs per localitzar Westley, però si no el troben, Flor de Neu es casarà amb ell. La novel·la revela que, per iniciar una guerra amb el país veí de Guilder, el mateix Jepagrossa havia organitzat el segrest i l'assassinat de Flor de Neu, però que ara creu que si la mata la nit del casament inspirarà els seus súbdits a lluitar amb més eficàcia.
El dia de les noces, Iñigo es torna a trobar amb Fezzik, que li diu que el comte Rugen és l'home de sis dits que va matar el seu pare. Sabent que Vizzini és mort, busquen l'home de negre amb l'esperança que el seu enginy els ajudarà a planificar un èxit d'atac al castell per trobar i matar el comte Rugen. Flor de Neu s'assabenta que Jepagrossa mai no va enviar cap vaixell, i el provoca parlant del seu amor permanent per Westley. Enrabiat, Jepagrossa tortura a Westley i el porta a la mort amb la seva màquina. Els crits de Westley es fan ressò a través de la terra, atraient a Iñigo i Fezzik al Zoo de la Mort. Trobant el cos de Westley, busquen l'ajut d'un mag anomenat Miracle Max que va ser acomiadat per Humperdinck. Max diu que Westley és només està "majoritàriament mort" i el torna a la vida (per desig de tornar a Humperdinck), tot i que Westley roman paralitzat i feble.
Westley planteja un pla per envair el castell durant el casament, i la commoció provocada per això obligar a Jepagrossa a escurçar el casament. Flor de Neu decideix suïcidar-se quan arriba a la seva habitació. Iñigo persegueix Rugen a través del castell i el mata en un combat d'espases. Westley troba a Flor de Neu abans que pugui suïcidar-se i la convenç que no s'ha casat. Encara parcialment paralitzat, Westley es mostra disposat a una lluita d'espases amb Jepagrossa, que es rendeix. En lloc de matar el seu rival, Westley decideix deixar-lo viu. A continuació, marxen a la posta de sol a quatre dels cavalls blancs de raça pura del príncep.

## Context

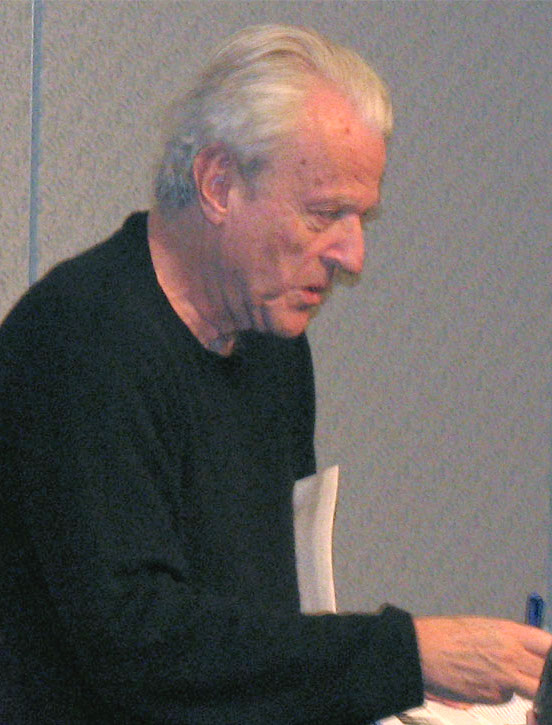
William Goldman, autor i personatge de la novel·la.

Aquesta novel·la inclou diverses tècniques narratives o artefactes literaris, incloent una història marc de ficció sobre com Goldman va conèixer i va decidir adaptar La princesa promesa de S. Morgenstern. A les "notes al peu de Goldman", descriu com el seu pare solia llegir La princesa promesa en veu alta a partir del seu desè aniversari; així el llibre es va convertir en el favorit de Goldman sense que ell llegís el text. Com a pare, Goldman esperava amb interès compartir la història amb el seu fill, buscant a grans distàncies per localitzar una còpia per a l'aniversari del seu fill, només per ser aixafada quan el fill deixa de llegir al arribar al segon capítol. Quan Goldman revisa el llibre ell mateix, descobreix que el que creia que era una novel·la d'aventures senzilla era, de fet, una sàtira amarga de la política en el mateix Florin de Morgenstern, i que el seu pare s'havia estat saltant tots els comentaris polítics deixant només "les bones parts". Això fa que Goldman abreugi el llibre a una versió semblant a la que el seu pare li havia llegit, mentre que afegeix notes per resumir el material que havia "tret". De fet, el llibre és completament obra de Goldman, i Morgenstern i la "versió original" són fictícies i s'utilitzen com a dispositiu literari per comentar la naturalesa de l'adaptació i per contrastar l'amor i l'aventura de la història principal i els mundans aspectes de la vida quotidiana. Les nacions de Guilder i Florin també són ficció pura, així com l'època de la narració, anterior a que existís Europa però poc posterior al descobriment d'Amèrica.
El narrador de La princesa promesa, tot i anomenat William Goldman, és persona o autor subrogat que barreja elements de ficció amb alguns detalls biogràfics que coincideixen amb la vida de l'autor. La vida personal de Goldman, tal com es descriu a la introducció i al comentari de la novel·la, és de ficció. A la princesa promesa, Goldman afirma tenir un fill amb la seva dona, Helen, una psiquiatra. En realitat, Goldman es va casar amb Ilene Jones, fotògrafa, el 1961, van tenir dues filles anomenades Jenny i Susanna, i es van divorciar el 1991. El comentari de Goldman conté referències a la seva carrera a Hollywood de la vida real (incloent l'observació que la famosa escena de penya-segats de Butch Cassidy and the Sundance Kid estava inspirada en els Penyasegats de la bogeria de La princesa promesa). Si bé Goldman va escriure el guió per a Butch Cassidy i el Sundance Kid el 1969, no és clar si les referències de carrera tenen una base en la veritat.

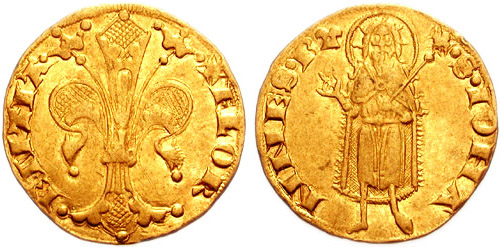
Florí d'or de Florència del 1347.

Les arrels reals del llibre es troben en històries que Goldman explicava a les seves filles (de 7 a 4 anys), una de les quals havia sol·licitat una història sobre "princeses" i l'altra sobre "núvies". Goldman descriu els primers personatges de la "saga dels nens" com a "noms tontos: Flor de Neu, Jepagrossa". Els dos països reben el nom de monedes. El florí (florin a l'original) era originalment una moneda d'or italiana encunyada a Florència i més tard el nom de diverses monedes i denominacions. Guilder era originalment una moneda d'or holandesa, i més tard el nom de diverses monedes utilitzades principalment als Països Baixos i els seus territoris. Els dos noms sovint es poden intercanviar.
Goldman va dir que va escriure el primer capítol sobre Buttercup, que tenia aproximadament 20 pàgines. Després, va escriure el segon capítol, "The Groom" (El nuvi), sobre l'home amb qui es casaria; Goldman només va aconseguir escriure quatre pàgines abans de quedar-se sense idees. Aleshores es va fer la idea d'escriure una novel·la abreviada:
| «                                      | (anglès) And when that idea hit, everything changed. Tennessee Williams says there are three or four days when you are writing a play that the piece opens itself to you, and the good parts of the play are all from those days. Well, The Princess Bride opened itself to me. I never had a writing experience like it. I went back and wrote the chapter about Bill Goldman being at the Beverly Hills Hotel and it all just came out. I never felt as strongly connected emotionally to any writing of mine in my life. It was totally new and satisfying and it came as such a contrast to the world I had been doing in the films that I wanted to be a novelist again. | (català) I quan va venir aquesta idea, tot va canviar. Tennessee Williams diu que hi ha tres o quatre dies quan escriu una obra que la peça s'obre per a vosaltres i que les bones parts de l'obra són d'aquests dies. Bé, La princesa promesa es va obrir per mi. Mai vaig tenir una experiència d'escriptura com aquesta. Vaig tornar i vaig escriure el capítol sobre Bill Goldman que hi havia al Beverly Hills Hotel i tot va sortir. Mai vaig sentir-me tan connectat emocionalment amb cap escrit de la meva vida. Va ser totalment nou i satisfactori i va ser un contrast amb el món que havia estat fent a les pel·lícules que volia ser novament un novel·lista. | » |
| — Goldman citat a Andersen 1979, p. 83 | | |   |

Goldman va dir que es va emocionar especialment escrivint l'escena on mor Westley.

### Escena de la reunió
Al comentari de la novel·la, Goldman escriu que no va afegir res al text "original" de Morgenstern. Va escriure una escena original, una reunió amorosa entre Buttercup i Westley, però, va dir, el seu editor es va oposar a aquesta incorporació. Convida qualsevol lector que vulgui llegir "Escena de la reunió" per escriure a l'editorial (abans Harcourt Brace Jovanovich; ara Random House) i sol·licitar-ne una còpia. Molts lectors van escriure a l'editorial i van rebre una carta, però en lloc d'una escena addicional, la carta va detallar els problemes legals (òbviament ficticis) que Goldman i els seus editors van trobar amb la finca Morgenstern i el seu advocat, Kermit Shog. Aquesta carta fou revisada i actualitzada periòdicament; la revisió de 1987 esmentava la pel·lícula, mentre que l'edició del 25è aniversari publicava la carta amb un addendum sobre l'advocada de la neta Carly de Kermit. La 30a edició del aniversari té una nota a peu de pàgina que les tres pàgines de l'escena de reunions ja estaven disponibles en línia. Tot i això, el propi lloc web no contenia res més que el text de les tres cartes originals. Des d'aleshores, aquest lloc web ha estat suprimit i substituït per la pàgina del producte de Houghton Mifflin Harcourt, que ofereix la versió 2003 de la carta de la Reunió com a descàrrega digital.

## Buttercup’s Baby
A l'epíleg d'algunes edicions posteriors de la novel·la, sobretot l'edició del 25è aniversari, s'esmenta una seqüela, Buttercup’s Baby (el bebé de Flor de Neu), que “tenia problemes per publicar-se a causa de dificultats legals amb la propietat de S. Morgenstern”. Les edicions posteriors realment reimprimeixen el "capítol de mostra" de Goldman.
El capítol consisteix en un muntatge d'històries desvinculades sobre la fugida del quartet a "One Tree Island" i l'eventual segrest de Waverly (filla de Westley i Flor de Neu) per un "boig" de cara sense pell que finalment la llença d'una muntanya. El capítol finalitza amb Fezzik, el nadó designat de Waverly, saltant per la muntanya per salvar-la, i després agafant-la per preservar-la de l'impacte que sembla cert que comportarà almenys la mort de Fezzik. Cal destacar també un flashback al passat d'Inigo, la seva formació com a espasa, i el seu interès amorós romàntic.
El capítol també continua les extenses notes a peu de l'autor després d'haver-se indignat en saber que la protectiva propietat de Morgenstern s'havia referit finalment a un abreviació de Buttercup’s Baby fet no per Goldman sinó per l'autor Stephen King. Les notes a peu de pàgina detallen la visita d'Ormanman a la nació fictícia de Florin, que acull un popular museu dedicat a la història “real” de La princesa promesa i que conté artefactes com l'espasa de sis dits d'Inigo.
L'edició del 30è aniversari de La princesa núvia va incloure indicis sobre la trama de la seqüela i una promesa d'acabar la versió completa abans d'una edició del 50è aniversari (2023).
En una entrevista de gener de 2007, Goldman va admetre que tenia problemes per tenir idees per continuar la història.

## Adaptacions
El 1982 Ray Harryhausen va fer un apropament pel productor britànic Milton Subotsky, que havia escrit un guió basat en la novel·la. A Harryhausen li agradava el llibre, però va trobar massa problemes amb el guió. Ell i Subotsky van treballar junts en un intent de crear un nou guió, però finalment van abandonar.
El llibre es va adaptar a un llargmetratge de 1987 dirigit per Rob Reiner a partir d'un guió escrit pel mateix Goldman.
Goldman es va associar amb Adam Guettel per crear una versió musical de la història amb Goldman escrivint el guió i Guettel escrivint la música, però es van separar del projecte quan Goldman va exigir el 75% dels drets d'autor, tot i que Guettel escrivia tant la música com la lletra. La música de Guettel estava gairebé completa, però és poc probable que es pugui sentir més enllà d'una suite orquestral interpretada al Hollywood Bowl el 2006.
Al novembre de 2013, Disney Theatrical va anunciar que posaria en escena una nova versió musical escènica, basada en el guió de la novel·la i el cinema.
El 2008, Toy Vault, Inc., va anunciar que estava treballant en un joc de cartes basat en La princesa princesa que havia de ser llançat el segon trimestre del 2008. També va anunciar que treballava en un joc de taula, el segon produït per a aquesta pel·lícula, després d'un senzill joc de taula inclòs amb algunes versions VHS.
També el 2008, la productora Worldwide Biggies va llançar un joc d'ordinador, The Princess Bride Game. Diversos actors de la pel·lícula van proporcionar veus als seus homòlegs de videojocs, incloent Mandy Patinkin com Inigo Montoya, Wallace Shawn com Vizzini i Robin Wright com Buttercup.
Sierra Online parodiava el títol de la novel·la en el seu joc d'ordinador King's Quest VII: The Princeless Bride.
El 2014, Game Salute va llicenciar els drets de publicació de l'adaptació al joc de tauleta de la princesa promesa; una sèrie de jocs de taula i cartes que es van publicar més tard aquell mateix any.
El 2019, Toy Vault va produir un joc de rol escrit per Steffan O'Sullivan.